# 고지마 마사야
고지마 마사야(일본어: 小島 雅也, 1997년 11월 9일 ~ )는 일본의 축구 선수이다. 현재 J3리그의 츠바이겐 가나자와에서 뛰고 있다.

## 구단 경력
그는 2016년부터 J리그의 베갈타 센다이, FC 마치다 젤비아, 츠바이겐 가나자와, 더스파구사쓰 군마에서 뛰었다.